# Rejectaria villosa
Rejectaria villosa là một loài bướm đêm trong họ Noctuidae.